# Parc national de Whanganui
Le parc national de Whanganui est situé au sud de l'île du Nord de la Nouvelle-Zélande.

## Géographie
Fondé en 1986, il recouvre une superficie de 742 km2 au long du fleuve Wanganui (fleuve de l'Île du Nord différent du fleuve Whanganui , qui est situé dans l'Île du Sud) .
Il incorpore des terres de la Couronne, des anciens parcs régionaux et plusieurs anciennes réserves naturelles, mais le fleuve lui-même ne fait pas partie du parc.

## Flore et faune
Le parc protège l’habitat de plusieurs milliers de Kiwi de Mantell ou Apteryx mantell en anglais 'North Island brown kiwi', et aussi des Hyménolaime bleu ou blue duck une espèce en danger de disparition. D’autres espèces d'oiseaux dans le parc comprennent les  Gérygone de Nouvelle-Zélande ou grey warbler, Carpophage de Nouvelle-Zélande ou pigeon de Nouvelle-Zélande, Zostérops à dos gris ou silvereye, Miro mésange ou tomtit, Méliphage tui ou  tui et Mohoua à tête blanche ou Whitehead  .

## Annexe